# Headhunterz
Headhunterz, artistnamn för Willem Rebergen, född 12 september 1985 i Veenendaal, är en nederländsk DJ och musikproducent inom hardstyle, progressiv house och electrohouse. Han har även producerat dubstepinfluerad house under namnet Shilo.
Vid nio års ålder sjöng Rebergen i en barnkör som har spelat in flera cd-skivor. Ett år senare började han röstskådespela, vilket han fortfarande gör; Rebergen har bland annat spelat tvillingarna Fred och George Weasley i den nederländska dubbningen av Harry Potter-filmerna.
Rebergen startade gruppen Nasty D-Tuners tillsammans med Bobby van Putten. van Putten upphörde tillfälligt med musiken för att avsluta sina studier, men har sedan inte kommit tillbaka till gruppen. Rebergen bytte namn på gruppen till Headhunterz, vilket i praktiken blev hans eget artistnamn. Han fick sin första stora erfarenhet som DJ på hardstyleevenemanget Defqon.1 2006, där han upptäcktes av The Prophet. De spelade tillsammans på Qlimax senare samma år. The Prophet gav Rebergen skivkontrakt och skapade skivmärket Scantraxx Reloaded på sitt skivbolag Scantraxx speciellt för Headhunterz.
En av Headhunterz första och största hitlåtar är The Sacrifice (2006), med ett berömt citat från filmen The Boondock Saints, som 2009 remixades av Brennan Heart. Han har gjort ledmotivet för Defqon.1 tre gånger: Scrap Attack 2009, Save Your Scrap for Victory 2010 (för Defqon.1 Australia) och World Of Madness 2012 (tillsammans med Wildstylez och Noisecontrollers). Utöver The Prophet och Brennan Heart har Headhunterz samarbetat med bland andra Noisecontrollers och Technoboy, samt flera gånger med Wildstylez, bland annat under namnet Project One.
Den 14 februari 2014 meddelade Headhunterz att singeln Colors (med sång av den amerikanska sångaren Tatu) har sålt guld, och att han ämnar förnya sin musikstil.